# Tavernes de la Valldigna
Tavernes de la Valldigna – gmina w Hiszpanii, w prowincji Walencja, we wspólnocie autonomicznej Walencja, o powierzchni 49,23 km². W 2011 roku liczyła 18 138 mieszkańców.
Z Tavernes de la Valldigna pochodzi Vicente Juan Segura, hiszpański duchowny katolicki, biskup.